# Iwona Kielan
Iwona Kielan, z d. Jakóbczak (ur. 5 lipca 1966) – polska lekkoatletka, startująca w skoku wzwyż, mistrzyni i reprezentantka Polski.

## Kariera sportowa
Była zawodniczką AZS-AWF Gorzów Wielkopolski, Zawiszy Bydgoszcz, RKS Łódź i Schöller Namysłów.
Na mistrzostwach Polski seniorek na otwartym stadionie zdobyła sześć medali w skoku wzwyż (złoty w 1994, srebrne w 1995) i 1996, brązowe w 1988, 1991 i 1999).
Na halowych mistrzostwach Polski seniorek wywalczyła cztery medale w skoku wzwyż, w tym trzy srebrne (1992, 1996), 1999 i jeden brązowy (1991).
Reprezentowała Polskę na halowych mistrzostwach Europy w 1992, zajmując 21. miejsce w skoku wzwyż, z wynikiem 1,80.
Rekord życiowy w skoku wzwyż: 1,93 (11.08.1991).